# Fongafale

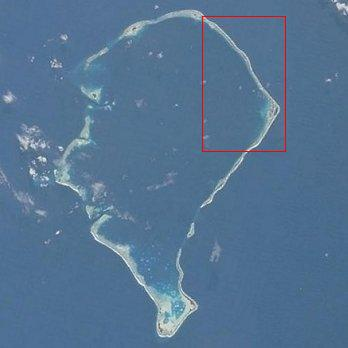
Localização de Fongafale no atol de Funafuti

Fongafale é a maior ilha do arquipélago de Funafuti, capital do Tuvalu. Mede cerca de 12 quilômetros de comprimento e se divide em 4 vilas: Alapi, Fakai Fou, Senala e Vaiaku, o mais importante dos quatro. Em área, mede 0.65 quilômetros quadrados e tem cerca de 4.000 habitantes.